# المراقب (نموذج تصميم)
نموذج المراقب (بالإنجليزية: Observer Pattern)‏ هو أحد نماذج التصميم التي يدير فيها كائن يدعى باسم الهدف (بالإنجليزية: Subject)‏ قائمة من الكائنات الأخرى التي تعتمد عليه وتسمى هذه الكائنات بالمراقبين (بالإنجليزية: Observers)‏، حيث يقوم بتنبيه هذه الكائنات عند حدوث تغيير في حالته والذي عادةً ما يحصل لدى استدعاء أحد الطرق الخاصة به. يستخدم هذا النموذج بشكل رئيسي في تحقيق أنظمة التحكم بالأحداث الموزعة. كما يعتبر مكوناً رئيسياً من نموذج التصميم المعماري نمط-عرض-متحكم (MVC). وقد استُخدم هذا النموذج لأول مرة في تصميم بيئة تطوير واجهة المستخدم المبنية على MVC والخاصة بلغة سمول توك. يستخدم نموذج المراقب بشكل واسع في العديد من المكتبات والنظم البرمجية بما في ذلك معظم أدوات تطوير واجهة المستخدم المرئية.
قد يسبب استخدام نموذج المراقب حدوث تسريب في الذاكرة وتعرف هذه المشكلة باسم المستمع المختفي (بالإنجليزية: Lapsed Listener)‏، يحدث ذلك بسبب الحاجة إلى تسجيل وإلغاء تسجيل المراقب بشكل صريح، وبما أن الهدف سيبقي مراجعاً قوية إلى قائمة مراقبيه فإنه سيمنع بذلك تدميرهم على سبيل المثال من قبل جامع القمامة. يمكن حل هذه المشكلة عبر جعل الهدف يمتلك مراجعاً ضعيفة إلى مراقبيه.

## مكونات النموذج

مخطط صفوف نموذج المراقب

## مثال
فيما يلي مثال بلغة جافا يوضح كيفية استخدام نموذج المراقب، في هذا المثال تم قراءة الدخل من لوحة المفاتيح ومعالجة كل سطر كحدث. يستخدم هذا المثال الصفوف java.util.Observer وjava.util.Observable. عند إدخال سلسلة محرفية عن طريق System.in تُستدعى الطريقة notifyObservers من أجل تنبيه كافة المراقبين إلى حدوث الحدث وذلك عن طريق استدعاء الطرق update الخاصة بهم.
يتضمن الملف MyApp.java الطريقة main التي تستخدم لتشغيل الكود.
```
/* EventSource.java : اسم الملف */

package
 
org.wikipedia.obs
;

import
 
java.util.Observable
;
          
//تضمين مكتبة المراقب

import
 
java.io.BufferedReader
;

import
 
java.io.IOException
;

import
 
java.io.InputStreamReader
;

public
 
class
 
EventSource
 
extends
 
Observable
 
implements
 
Runnable
 
{

    
@Override

    
public
 
void
 
run
()
 
{

        
try
 
{

            
final
 
InputStreamReader
 
isr
 
=
 
new
 
InputStreamReader
(
System
.
in
);

            
final
 
BufferedReader
 
br
 
=
 
new
 
BufferedReader
(
isr
);

            
while
 
(
true
)
 
{

                
String
 
response
 
=
 
br
.
readLine
();

                
setChanged
();

                
notifyObservers
(
response
);

            
}

        
}

        
catch
 
(
IOException
 
e
)
 
{

            
e
.
printStackTrace
();

        
}

    
}

}

```

```
/* ResponseHandler.java : اسم الملف */

package
 
org.wikipedia.obs
;

import
 
java.util.Observable
;

import
 
java.util.Observer
;
  
/* هذا هو معالج الأحداث */

public
 
class
 
ResponseHandler
 
implements
 
Observer
 
{

    
private
 
String
 
resp
;

    
public
 
void
 
update
(
Observable
 
obj
,
 
Object
 
arg
)
 
{

        
if
 
(
arg
 
instanceof
 
String
)
 
{

            
resp
 
=
 
(
String
)
 
arg
;

            
System
.
out
.
println
(
"\nReceived Response: "
 
+
 
resp
 
);

        
}

    
}

}

```

```
/* MyApp.java : اسم الملف */

/* البرنامج الرئيسي هنا */

package
 
org.wikipedia.obs
;

public
 
class
 
MyApp
 
{

    
public
 
static
 
void
 
main
(
String
[]
 
args
)
 
{

        
System
.
out
.
println
(
"Enter Text >"
);

        
// مصدر الأحداث - قراءة الدخل من مجرى الدخل الرئيسي

        
final
 
EventSource
 
eventSource
 
=
 
new
 
EventSource
();

        
// أنشئ مراقب

        
final
 
ResponseHandler
 
responseHandler
 
=
 
new
 
ResponseHandler
();

        
// سجل المراقب في قائمة مراقبي الأحداث

        
eventSource
.
addObserver
(
responseHandler
);

        
// شغل خيط مصدر الأحداث

        
Thread
 
thread
 
=
 
new
 
Thread
(
eventSource
);

        
thread
.
start
();

    
}

}

```

وهذا مثال آخر بلغة بايثون:
```
class
 
Observable
(
object
):

  
def
 
__init__
(
self
):

    
self
.
__observers
 
=
 
[]

  
def
 
registerObserver
(
self
,
 
observer
):

    
self
.
__observers
.
append
(
observer
)

  
def
 
notifyObservers
(
self
,
 
*
args
,
 
**
kwargs
):

    
for
 
observer
 
in
 
self
.
__observers
:

      
observer
.
notify
(
self
,
 
*
args
,
 
**
kwargs
)

class
 
Observer
(
object
):

  
def
 
__init__
(
self
,
 
observable
):

    
observable
.
registerObserver
(
self
)

  
def
 
notify
(
self
,
 
observable
,
 
*
args
,
 
**
kwargs
):

    
print
 
'Got'
,
 
args
,
 
kwargs
,
 
'From'
,
 
observable

subject
 
=
 
Observable
()

observer
 
=
 
Observer
(
subject
)

subject
.
notifyObservers
(
'test'
)

```